# Horst Heintze (Romanist)
Horst Heintze (* 29. Juni 1923 in Naumburg (Saale); † 25. Mai 2018 in Schnepfenthal) war ein deutscher Romanist und Italianist.

## Leben und Werk
Heintze studierte ab 1946, war ab 1948 Schüler von Victor Klemperer und promovierte 1952 an der Universität Halle mit der Arbeit Hippolyte Taines Entwicklung. Eine Untersuchung über die naturwissenschaftliche Theorie der Geschichte und Literatur bei H. Taine. Er ging mit Klemperer nach Berlin, war von 1954 bis 1963 Dozent in Halle und habilitierte sich 1965 an der Humboldt-Universität zu Berlin bei Rita Schober mit der Schrift Dante Alighieri. Bürger und Dichter zwischen Mittelalter und Neuzeit (Berlin/Weimar 1965, 1981). Heintze war von 1975 bis 1988 Professor für Romanische Philologie an der Humboldt-Universität. Er lebte zuletzt in Schnepfenthal-Rödichen. Im Alter von 94 Jahren veröffentlichte er 2017 seine Lebenserinnerungen unter dem Titel Gereimtes und Ungereimtes. Studien und Erinnerungen eines Romanisten.
Sein wissenschaftlicher Nachlass befindet sich als Teil des „Romanistenarchivs“ im Universitätsarchiv Augsburg.

## Weitere Werke
- mit Erwin Silzer (Hrsg.): Im Dienste der Sprache. Festschrift für Victor Klemperer zum 75. Geburtstag am 9. Oktober 1956. Halle (Saale) 1958.
- mit Edith Heintze: Katalog der Dante-Bibliothek von Friedrich Schneider im Besitz der Deutschen Staatsbibliothek. Berlin 1965.
- Vico, Giovanni Battista. In: Erhard Lange, Dietrich Alexander (Hrsg.): Philosophenlexikon. Das europäische Buch, Westberlin 1982, ISBN 3-88436-133-3, S. 905–909.
- mit Edith Heintze (Hrsg.): Rabelais: Gargantua und Pantagruel. 2 Bände, Dieterich, Leipzig 1970, 1972; Frankfurt am Main, Insel Taschenbuch 1974 u. ö.; einbändig, Frankfurt am Main 2003, Augsburg 2005.
- Rabelais. Leipzig 1974.
- mit Giuliano Staccioli, Babette Hesse (Hrsg.): Lorenzo der Prächtige und die Kultur im Florenz des 15. Jahrhunderts. Berlin 1995.
- mit Edith Heintze (Übersetzer): Lorenzo de’ Medici: Ausgewählte Werke = Opere scelte. Hrsg. und eingeleitet von Manfred Lentzen. Tübingen 1998.
- (Übersetzer): Luigi Pulci: Morgante. 4 Bände. Berlin 2008.
- Erinnerungen an einen homme de lettres namens Victor Klemperer. Glienicke/Madison 2011.
- Gereimtes und Ungereimtes. Studien und Erinnerungen eines Romanisten. Galda-Verlag, Glienicke 2017